# Station Mosina
Station Mosina is een spoorwegstation in de Poolse plaats Mosina.